# Extraliga žen ve florbale 2021/2022
Extraliga žen ve florbale 2021/2022 byla 28. ročníkem nejvyšší ženské florbalové soutěže v Česku.
Základní část soutěže hrálo 12 týmů. Do play-off postoupilo prvních osm týmů. Poslední čtyři týmy hrály play-down o sestup.
Vítězem ročníku se poprvé stal tým FBC ČPP Bystroň Group Ostrava po porážce týmu FAT PIPE Florbal Chodov v superfinále. Pro vítěznou Ostravu to byla první finálová účast v historii. Pro Chodov to byla čtvrtá porážka ve finále v řadě.
Ostrava si vítězstvím zajistila účast na Poháru mistrů, kde získala bronzovou medaili.
Pro pandemii covidu-19 v Česku během předchozí sezóny se nedohrála nižší soutěž, a žádný tým tedy nesestoupil ani nepostoupil. Tento ročník tak hrály stejné týmy jako předchozí.
Prezidentský pohár pro vítěze základní části sezóny si zajistil již po 19 zápasech posedmé v řadě tým 1. SC TEMPISH Vítkovice. Vítkovice neprohrály v základní části ani jeden zápas. Až prohrou v semifinále proti FBC Ostrava si přerušily sérii 70 výher v řadě trvající od listopadu 2019. Ostrava se přes obhájce titulu Vítkovice poprvé v historii probojovala do finále a Vítkovice se naopak poprvé od sezóny 2014/2015 do finále nedostaly.
Po prohře v play-down sestoupil po 14 letech v Extralize do 1. ligy tým K1 Florbal Židenice. V následující sezóně byl nahrazen vítězem 1. ligy, týmem Crazy girls FBC Liberec, který se do Extraligy vrátil po dvou sezónách v nižší soutěži.

## Základní část
Základní část soutěže hrálo 12 týmů dvakrát každý s každým od 11. září 2021 do 20. února 2022. Do play-off postoupilo prvních osm týmů. Poslední čtyři týmy hrály play-down o sestup.
| Poř. | Tým                               | Z  | V  | VP | PP | P  | VG  | OG  | B  |
| ---- | --------------------------------- | -- | -- | -- | -- | -- | --- | --- | -- |
| 1.   | 1. SC TEMPISH Vítkovice           | 22 | 21 | 1  | 0  | 0  | 256 | 60  | 65 |
| 2.   | FAT PIPE Florbal Chodov           | 22 | 18 | 0  | 2  | 2  | 188 | 58  | 56 |
| 3.   | FBC ČPP Bystroň Group Ostrava     | 22 | 16 | 3  | 0  | 3  | 171 | 81  | 54 |
| 4.   | PSN Tatran Střešovice             | 22 | 15 | 0  | 2  | 5  | 158 | 75  | 47 |
| 5.   | FbŠ Bohemians                     | 22 | 12 | 1  | 2  | 7  | 123 | 103 | 40 |
| 6.   | FBS Olomouc                       | 22 | 10 | 2  | 1  | 9  | 98  | 140 | 35 |
| 7.   | FAT PIPE Tigers Start98 Kunratice | 22 | 8  | 0  | 2  | 12 | 88  | 140 | 26 |
| 8.   | Panthers Praha                    | 22 | 7  | 1  | 1  | 13 | 107 | 171 | 24 |
| 9.   | KM automatik FBK Jičín            | 22 | 5  | 2  | 0  | 15 | 100 | 161 | 19 |
| 10.  | MITEL Florbalová akademie MB      | 22 | 5  | 0  | 0  | 17 | 75  | 163 | 15 |
| 11.  | K1 Florbal Židenice               | 22 | 4  | 0  | 0  | 18 | 80  | 163 | 12 |
| 12.  | Bulldogs Brno                     | 22 | 0  | 1  | 1  | 20 | 41  | 170 | 3  |

## Play-off
První tři týmy po základní části si 20. února 2022, po dohrání posledního zápasu základní části, postupně zvolily soupeře pro čtvrtfinále z druhé čtveřice. Čtvrtfinále se hrálo na čtyři vítězné zápasy od 26. února do 11. března.
Nejlépe umístěný tým v základní části (1. SC TEMPISH Vítkovice) si druhý den po posledním zápase čtvrtfinále zvolil ze dvou nejhůře umístěných postupujících za soupeře tým FBC ČPP Bystroň Group Ostrava. Semifinále se hrálo také na čtyři vítězné zápasy od 19. března do 3. dubna 2022.
O mistru Extraligy rozhodl jeden zápas tzv. superfinále 9. dubna 2022 v pražské O2 aréně.

### Pavouk
|  | Čtvrtfinále (na zápasy)  | Čtvrtfinále (na zápasy) |                         |   | Semifinále (na zápasy) | Semifinále (na zápasy) |  |  | Superfinále (skóre) | Superfinále (skóre) |
|  |                          |                         |                         |   |                        |                        |  |  |                     |                     |
|  |                          |                         |                         |   |                        |                        |  |  |                     |                     |
|  | FAT PIPE Florbal Chodov  | 4                       |                         |   |                        |                        |  |  |                     |                     |
|  | FAT PIPE Florbal Chodov  | 4                       |                         |   |                        |                        |  |  |                     |                     |
|  | Panthers Praha           | 0                       |                         |   |                        |                        |  |  |                     |                     |
|  | Panthers Praha           | 0                       | FAT PIPE Florbal Chodov | 4 |                        |                        |  |  |                     |                     |
|  |                          |                         | FAT PIPE Florbal Chodov | 4 |                        |                        |  |  |                     |                     |
|  |                          | PSN Tatran Střešovice   | 3                       |   |                        |                        |  |  |                     |                     |
|  | PSN Tatran Střešovice    | PSN Tatran Střešovice   | 3                       | 4 |                        |                        |  |  |                     |                     |
|  | PSN Tatran Střešovice    |                         |                         | 4 |                        |                        |  |  |                     |                     |
|  | Tigers Start98 Kunratice | 0                       |                         |   |                        |                        |  |  |                     |                     |
|  | Tigers Start98 Kunratice | 0                       | FAT PIPE Florbal Chodov | 2 |                        |                        |  |  |                     |                     |
|  |                          |                         | FAT PIPE Florbal Chodov | 2 |                        |                        |  |  |                     |                     |
|  |                          | FBC Ostrava             | 4                       |   |                        |                        |  |  |                     |                     |
|  | 1. SC TEMPISH Vítkovice  | FBC Ostrava             | 4                       | 4 |                        |                        |  |  |                     |                     |
|  | 1. SC TEMPISH Vítkovice  |                         |                         | 4 |                        |                        |  |  |                     |                     |
|  | FBS Olomouc              | 0                       |                         |   |                        |                        |  |  |                     |                     |
|  | FBS Olomouc              | 0                       | 1. SC TEMPISH Vítkovice | 0 |                        |                        |  |  |                     |                     |
|  |                          |                         | 1. SC TEMPISH Vítkovice | 0 |                        |                        |  |  |                     |                     |
|  |                          | FBC Ostrava             | 4                       |   |                        |                        |  |  |                     |                     |
|  | FBC Ostrava              | FBC Ostrava             | 4                       | 4 |                        |                        |  |  |                     |                     |
|  | FBC Ostrava              |                         |                         | 4 |                        |                        |  |  |                     |                     |
|  | FbŠ Bohemians            | 2                       |                         |   |                        |                        |  |  |                     |                     |
|  | FbŠ Bohemians            | 2                       |                         |   |                        |                        |  |  |                     |                     |

### Čtvrtfinále
1. SC TEMPISH Vítkovice – FBS Olomouc 4 : 0 na zápasy – Zpráva
- 26. 2. 2022 14:00, Vítkovice – Olomouc 10 : 1 (4:0, 1:0, 5:1)
- 27. 2. 2022 14:00, Vítkovice – Olomouc 19 : 3 (3:1, 3:0, 3:2)
- 05. 3. 2022 17:00, Olomouc – Vítkovice 01 : 6 (0:2, 0:3, 1:1)
- 06. 3. 2022 14:00, Olomouc – Vítkovice 12 : 8 (2:3, 0:3, 0:2)

FAT PIPE Florbal Chodov – Panthers Praha 4 : 0 na zápasy – Zpráva
- 26. 2. 2022 18:00, Chodov – Panthers 15 : 21 (5:1, 6:1, 4:0)
- 27. 2. 2022 16:00, Chodov – Panthers 10 : 11 (3:0, 2:0, 5:1)
- 05. 3. 2022 19:30, Panthers – Chodov 01 : 13 (1:2, 0:6, 0:5)
- 06. 3. 2022 18:45, Panthers – Chodov 15 : 61 (1:2, 3:0, 1:4)

FBC ČPP Bystroň Group Ostrava – FbŠ Bohemians 4 : 2 na zápasy – Zpráva
- 26. 2. 2022 17:00, Ostrava – Bohemians 11 : 3 (4:2, 2:1, 5:0)
- 27. 2. 2022 16:00, Ostrava – Bohemians 15 : 1 (1:0, 0:0, 4:1)
- 05. 3. 2022 15:00, Bohemians – Ostrava 13 : 8 (0:0, 0:2, 3:6)
- 06. 3. 2022 17:00, Bohemians – Ostrava 16 : 5 (1:2, 3:1, 2:2)
- 09. 3. 2022 18:00, Ostrava – Bohemians 15 : 6 (0:2, 2:2, 3:2)
- 11. 3. 2022 20:15, Bohemians – Ostrava 01 : 6 (0:2, 1:2, 0:2)

PSN Tatran Střešovice – FAT PIPE Tigers Start98 Kunratice 4 : 0 na zápasy – Zpráva
- 26. 2. 2022 20:00, Tatran – Start98 7 : 21 (3:1, 1:1, 3:0)
- 27. 2. 2022 17:00, Tatran – Start98 8 : 51 (3:2, 4:1, 1:2)
- 05. 3. 2022 16:00, Start98 – Tatran 1 : 11 (0:2, 1:3, 0:6)
- 06. 3. 2022 14:00, Start98 – Tatran 4 : 10 (2:6, 0:3, 2:1)

### Semifinále
1. SC TEMPISH Vítkovice – FBC ČPP Bystroň Group Ostrava 0 : 4 na zápasy – Zpráva
- 19. 3. 2022 18:00, Vítkovice – Ostrava 2 : 4 (0:2, 0:2, 2:0)
- 20. 3. 2022 17:00, Vítkovice – Ostrava 0 : 1 (0:0, 0:1, 0:0)
- 26. 3. 2022 17:00, Ostrava – Vítkovice 9 : 4 (0:2, 7:0, 2:2)
- 27. 3. 2022 17:00, Ostrava – Vítkovice 4 : 3pn (0:0, 2:1, 1:2, 0:0)

FAT PIPE Florbal Chodov – PSN Tatran Střešovice 4 : 3 na zápasy – Zpráva
- 19. 3. 2022 16:00, Chodov – Tatran 3 : 4 (1:1, 1:0, 1:3)
- 20. 3. 2022 14:00, Chodov – Tatran 2 : 3 (1:1, 0:2, 1:0)
- 26. 3. 2022 19:00, Tatran – Chodov 3 : 4 (1:2, 1:2, 1:0)
- 27. 3. 2022 18:30, Tatran – Chodov 1 : 3 (0:1, 1:1, 0:1)
- 30. 3. 2022 19:30, Chodov – Tatran 4 : 3pp (1:1, 2:0, 0:2, 1:0)
- 01. 4. 2022 19:30, Tatran – Chodov 4 : 1 (0:1, 3:0, 1:0)
- 03. 4. 2022 17:00, Chodov – Tatran 3 : 1 (2:0, 0:1, 1:0)

### Finále
9. 4. 2019 14:00, FAT PIPE Florbal Chodov – FBC ČPP Bystroň Group Ostrava 2 : 4 (1:0, 0:2, 1:2) – Zpráva

## Play-down
Play-down se hrálo od 26. února do 29. března 2022. Jednotlivá kola se hrála na čtyři vítězné zápasy. První kolo play-down hrály 9. s 12. a 10. s 11. týmem po základní části. Vítězové z prvního kola zůstali v Extralize, poražení hráli druhé kolo.
Tým K1 Florbal Židenice, který prohrál druhé kolo play-down, byl v další sezóně nahrazen vítězem tohoto ročníku 1. ligy, týmem Crazy girls FBC Liberec. Vítěz druhého kola play-down, tým Bulldogs Brno, se utkal v baráži s poraženým finalistou 1. ligy, týmem Black Angels, a svou účast v Extralize obhájil.

### Pavouk
|  | 1. kolo (na zápasy)    | 1. kolo (na zápasy) |                     |   | 2. kolo (na zápasy) | 2. kolo (na zápasy) |
|  |                        |                     |                     |   |                     |                     |
|  |                        |                     |                     |   |                     |                     |
|  | Florbalová akademie MB | 4                   |                     |   |                     |                     |
|  | Florbalová akademie MB | 4                   |                     |   |                     |                     |
|  | K1 Florbal Židenice    | 1                   |                     |   |                     |                     |
|  | K1 Florbal Židenice    | 1                   | K1 Florbal Židenice | 1 |                     |                     |
|  |                        |                     | K1 Florbal Židenice | 1 |                     |                     |
|  |                        | Bulldogs Brno       | 4                   |   |                     |                     |
|  | KM automatik FBK Jičín | Bulldogs Brno       | 4                   | 4 |                     |                     |
|  | KM automatik FBK Jičín |                     |                     | 4 |                     |                     |
|  | Bulldogs Brno          | 3                   |                     |   |                     |                     |

### 1. kolo
KM automatik FBK Jičín – Bulldogs Brno 4 : 3 na zápasy – Zpráva
- 26. 2. 2022 18:00, Jičín – Bulldogs 2 : 5 (0:2, 1:1, 1:2)
- 27. 2. 2022 15:00, Jičín – Bulldogs 7 : 1 (3:0, 2:1, 2:0)
- 05. 3. 2022 17:00, Bulldogs – Jičín 6 : 7 (2:4, 2:1, 2:2)
- 06. 3. 2022 15:00, Bulldogs – Jičín 5 : 4pp (1:0, 1:4, 2:0, 1:0)
- 09. 3. 2022 20:00, Jičín – Bulldogs 3 : 2 (0:1, 1:0, 2:1)
- 11. 3. 2022 20:00, Bulldogs – Jičín 7 : 6 (0:2, 3:4, 4:0)
- 13. 3. 2022 17:00, Jičín – Bulldogs 6 : 5pp (0:1, 3:3, 2:1, 1:0)

MITEL Florbalová akademie MB – K1 Florbal Židenice 4 : 1 na zápasy – Zpráva
- 26. 2. 2022 19:00, Boleslav – Židenice 4 : 3p (0:2, 1:0, 2:1, 1:0)
- 27. 2. 2022 17:00, Boleslav – Židenice 4 : 2 (1:0, 1:1, 2:1)
- 05. 3. 2022 14:00, Židenice – Boleslav 6 : 3 (2:1, 2:0, 2:2)
- 06. 3. 2022 15:00, Židenice – Boleslav 2 : 5 (1:2, 0:1, 1:2)
- 08. 3. 2022 20:00, Boleslav – Židenice 3 : 2 (1:1, 0:0, 2:1)

### 2. kolo
K1 Florbal Židenice – Bulldogs Brno 1 : 4 na zápasy – Zpráva
- 19. 3. 2022 20:00, Židenice – Bulldogs 13 : 2 (2:0, 1:0, 0:2)
- 20. 3. 2022 15:00, Židenice – Bulldogs 13 : 6 (2:3, 0:2, 1:1)
- 26. 3. 2022 19:00, Bulldogs – Židenice 16 : 3 (1:0, 4:0, 1:3)
- 27. 3. 2022 18:00, Bulldogs – Židenice 16 : 2 (6:0, 6:2, 4:0)
- 30. 3. 2022 19:30, Židenice – Bulldogs 13 : 6 (0:2, 3:2, 0:2)

### Baráž
Bulldogs Brno – Black Angels 3 : 0 na zápasy – Zpráva
- 10. 4. 2022 13:00, Bulldogs – Black Angels 6 : 1 (1:1, 3:0, 2:0)
- 16. 4. 2022 14:00, Black Angels – Bulldogs 5 : 8 (2:2, 1:2, 2:4)
- 17. 4. 2022 15:00, Black Angels – Bulldogs 3 : 5 (0:3, 1:1, 2:1)

## Konečné pořadí
| Pořadí           | Tým                               |
| ---------------- | --------------------------------- |
| Zlatá medaile    | FBC ČPP Bystroň Group Ostrava     |
| Stříbrná medaile | FAT PIPE Florbal Chodov           |
| Bronzová medaile | 1. SC TEMPISH Vítkovice           |
| 4.               | PSN Tatran Střešovice             |
| 5.               | FbŠ Bohemians                     |
| 6.               | FBS Olomouc                       |
| 7.               | FAT PIPE Tigers Start98 Kunratice |
| 8.               | Panthers Praha                    |
| 9.               | KM automatik FBK Jičín            |
| 10.              | MITEL Florbalová akademie MB      |
| 11.              | Bulldogs Brno                     |
| 12.              | K1 Florbal Židenice               |

## Nejužitečnější hráčky
Nejužitečnějšími hráčkami Extraligy byly zvoleny:
1. Michaela Mlejnková (FBC ČPP Bystroň Group Ostrava)
2. Gabriela Žůrková (KM automatik FBK Jičín)
3. Vanessa Rebecca Keprtová (FAT PIPE Florbal Chodov)